# Règle coulissante

Une règle coulissante est une règle de maçon composé de pièces coulissantes qui permettent de faire varier sa longueur et de l'adapter au réglage de l'enduit d'un mur entre encoignures.